# Myrosław Dumanski
Myrosław Iwanowycz Dumanski, ukr. Мирослав Іванович Думанський, ros. Мирослав Иванович Думанский, Mirosław Iwanowicz Dumanski (ur. 17 czerwca 1929 w Stanisławowie, II Rzeczpospolita, obecnie Ukraina; zm. 1 kwietnia 1996 w Iwano-Frankiwsku) – ukraiński piłkarz, grający na pozycji pomocnika, trener piłkarski.
Był pierwszym w obwodzie iwanofrankowskim Mistrzem Sportu ZSRR w piłce nożnej (od 1978). Od 1995 roku rozgrywany jest Puchar im. Dumanskiego.

## Kariera piłkarska

### Kariera klubowa
Zaczynał karierę w Medyku Stanisławów, który reprezentował miejscowy szpital, gdzie pracował jako asystent w laboratorium rentgenowskim. W 1949 przeniósł się do Spartaka Stanisławów, ale potem został powołany do służby wojskowej w stanisławowskim HBO (Garnizonowy Budynek Oficerów). Po rozformowaniu HBO w 1951 roku został skierowany do służby wojskowej we Lwowie. Jesienią 1952 zwolnił się ze służby i od następnego roku bronił barw Szachtara Donieck. W 1957 zdecydował się wrócić do rodzimego miasta, i następnie grał w czołowym miejskim zespole Spartak Stanisławów. Jesienią 1962 zakończył karierę piłkarską.

## Kariera trenerska
Ukończył Państwowy Instytut Kultury Fizycznej we Lwowie. Po zakończeniu kariery piłkarza rozpoczął pracę szkoleniowca. W 1963 został zaproszony aby prowadzić Naftowyk Dolina, z którym również jako piłkarz zdobył mistrzostwo obwodu w 1964. W 1965 stał na czele rodzimego Spartaka Iwano-Frankiwsk, ale w lutym 1969 na wymogi najstarszych piłkarzy klubu został zwolniony ze zajmowanego stanowiska. Potem do końca 1969 roku trenował amatorski zespół Pryład Iwano-Frankiwsk. We wrześniu 1973 ponownie został zaproszony do sztabu szkoleniowego Spartaka Iwano-Frankiwsk. W 1975 roku stał na czele Szkoły Piłkarskiej "Spartak", w której pracował prawie dwie dekady i osiągnął wielkie sukcesy. Oprócz tego w 1979 pracował na stanowisku dyrektora technicznego Spartaka, a od września do końca 1983 roku pełnił obowiązki starszego trenera iwanofrankowskiego klubu, który już nazywał się Prykarpattia Iwano-Frankiwsk.

## Sukcesy i odznaczenia

### Sukcesy klubowe
- mistrz Pierwszej ligi ZSRR: 1954
- brązowy medalista Pierwszej ligi ZSRR: 1953
- brązowy medalista Spartakiady Narodów ZSRR: 1956

### Odznaczenia
- tytuł Mistrza Sportu ZSRR: 1978